# 牙行
牙行（がこう）とは、近代以前の中国における仲買業者のこと。
古代中国では牙儈（がかい）・駔儈（そうかい）、唐宋では牙人（がじん）・牙郎（がろう）と呼ばれていた。「牙行」の名称は五代に成立した牙人のギルド（行）に由来し、元明に入り、牙行をの構成員である個々の業者の一般名となった。
近代以前の中国の商人には大きく分けて、商品を生産地から消費地に運ぶなどの地域間交易（貿易を含む）に従事する客商（きゃくしょう）、消費地などに店舗を構えて卸売業や小売業に従事する坐賈（ざこ）、そして客商と坐賈の周旋・仲介を行う牙行の3種類がいた。中国では地域間によって商品価格は勿論のこと、商慣習や話し言葉すら異なる場合があり、客商と坐賈の取引には牙行の周旋・仲介が不可欠であった。彼らは客商には坐賈からの代金支払の保証を、坐賈には客商からの商品品質の保証を行うとともに、それぞれから手数料を徴収していた。明清時代にはこうした手数料を牙銭・傭銭と称され、取引額の2-3％を双方から徴収していた。
牙儈の存在は先秦時代から知られ、『史記』・『漢書』の貨殖列伝の注には「二家の交易をまとめることを儈といい、率先して行うことを駔という」と記されており、売り手と買い手の話し合いを強引にまとめようとする初期の牙儈の姿がうかがえる。『資治通鑑』には唐代に入ると、牙郎・牙人が市場の世話をしていたと記しており、また官庁の物資調達の末端を担った官牙と呼ばれる人々も存在していたことが知られている。前述のように、五代に入ると牙人が集まって牙行を結成して組織化が進むとともに、その業務も拡大していき、塩・茶・米・絹といった生活に欠かせない重要商品の他に、土地取引を行う荘宅牙人や人身売買を行う女牙人まで登場するようになった。
明の頃には牙行と呼ばれるようになった仲買業者は大規模な施設を構え、倉庫業務・宿泊業務・輸送業務・銀行業務なども手がけるようになる。こうした業務拡大は牙行本来の仲買業務と深く密接していた。客商や坐賈は牙行に商談の世話をして貰うだけでなく、必要があれば実費で長期間宿泊・滞在することが出来、商品を保管して貰うことも出来た。また、牙行も有利と見れば自らが商品を買い付けて卸売としての役目を果たすこともあった。決済は牙行が出す手形で行われ、送金も為替で処理されるのが普通であった。牙行を開くには政府が出した牙帖と呼ばれる営業許可証を必要としていたが、実際には無許可の私牙行も少なくはなかった。また、明ではそれまでの律令には存在しなかった牙行に関する規定が追加されるようになる。洪武30年（1397年）に改訂された大明律の戸律に「私充牙行埠頭」条があり、官府の許しのなく牙行や埠頭（経営は水運関係の牙行が行うのが普通）を経営してはならないと定められている。同条には合わせて経営者に抵当財産を持つ者を充てるべきことが定められていることから、官による牙行の統制だけではなく顧客との間でトラブルが発生した際の賠償責任を負わせることも視野においた規定と考えられている。
また、明代では郷紳のような地域の有力者に加え、牙行が商税徴収の請負業務を務める事例も現れるようになる。これは官にとっては徴税に必要な人件費などの行政費用の削減が見込まれ、牙行側としても官とのつながり強化や地域への影響力拡大の機会と捉えられていた。嘉靖年間に入ると、地方において商税を整理する代わりに牙行そのものに課税を行った事例も見られるようになるが、万暦年間になると、財政難の解決のために全国規模で牙行への新たな課税（「牙行銀」「牙行税」）が行われるようになった。
時代が下るにつれて穀物、茶、絹、木材、家畜などの商品によって専業化していき、社会的分業をとげていった。牙行でもっとも有力な存在であったのは、農村から穀物を買い上げるとともに農村で必要とされる都市の手工業製品を販売する「糧貨店」であったが、これも後には糧店と貨店に分化されるようになる。
清末の咸豊年間以降には近代的な銀行制度の成立や交通網の変遷によって、次第に牙行の役割は低下していくことになった。